# 平武回龍庵
平武回龍庵位於四川省綿陽市平武縣，文物遺址年代判定為清。2012年7月16日公佈為第八批四川省文物保護單位。
平武回龍庵位於四川省綿陽市平武縣平通鎮橋壩村，坐北向南，占地面積1800平方公尺。據回龍庵《建修碑誌》記載，該庵為清代光緒十七年重建。主要建築由山門、天王殿、龍王殿、大佛殿、觀音閣及廂房等組成，現僅存觀音閣及兩周房，觀音閣面闊、進深各三間，平面呈正方形，面闊11.3公尺，進深11.3公尺，重簷攢尖頂建築，閣高13公尺，內設木質樓梯，可隨梯攀登至二樓。二層設樓座，鋪設木質樓板。閣的金柱為通天柱，柱礎均為石質。正脊和垂脊裝飾華麗，正脊中央還安置一個形制精美的鐵刹，兩側壁上的繪畫保存完好。主要以佛教故事以及民間歷史傳說為題材，有一定的歷史、藝術價值、為研究清代建築、宗教提供了實物資料。